# 自有品牌
自有品牌（英語：Private Brand）是指物流集團的成員（通常為大型連鎖零售商），以自身的銷售能力為支援，與製造商簽約大量進貨，或與製造商合作自行開發商品，並在上面放置商店自有商標的商品，通常是該商店的專用和獨家商品。
另外，有些以往從事OEM、ODM或EMS等代工服務的製造商，也可能會生產自有品牌的產品進行銷售。
商品種類包含食品、日用品、衣物、家電製品、汽車及3C商品等。這個策略只對一定規模以上的零售商有所效用。

## 優點

### 零售商方面
- 在定價方面有更大的自由和彈性空間
- 能夠更加掌握商品的品質和特性
- 更多的利潤（或是更低的售價）
- 大幅降低製造廠商的宣傳費用

### 製造廠商方面
- 降低宣傳成本
- 穩定的出貨數量（至少在合約有效的期間內）

## 製造商
通常跟自有品牌商品有關的售後服務，都是由販售該商品的零售業分店或總公司提供，製造廠商的名字並不會被公開。但是，也有商品的製造商被清楚標示的情況。例如牛奶，提供客戶服務的就是製造廠商。此外，家電產品方面也有很多是大廠代工的產品。

## 大型零售業的自有品牌
- 「無印良品」——最早為日本連鎖超市西友的自有品牌，後來成為獨立品牌並展店。
- 「Kirkland Signature」——大型量販店好市多的自有品牌。
- 「iseLect」——連鎖超商7-Eleven的自有品牌，以食品為主。
- 「FamilyMart collection」—— 連鎖超商全家的自有品牌，以飲料、餅乾零食、泡麵、冰品、日用品...等12大品類為主。
- 「情熱價格」——連鎖折扣店唐吉訶德的自有品牌。

## 其他自有品牌
- 納智捷汽車——台灣的汽車製造商裕隆汽車所推出自有汽車品牌。
- Foxconn——EMS大廠鴻海集團所推出自有主機板品牌。